# Критское восстание (1897—1898)
Критское восстание 1897—1898 годов — военное и политическое событие накануне греко-турецкой войны 1897 года.

## Предыстория
Остров Крит, наряду с континентальной Грецией, принял участие в восстании 1770—1779 годов (Пелопоннесское восстание) и Освободительной войне Греции 1821—1829 годов. Но по окончании войны и по настоянию «Великих держав» Крит остался вне пределов возрождённого греческого государства, хотя критяне продолжили войну до декабря 1830 года. 60 тысяч беженцев из Крита нашли убежище в свободной Греции.
Стихийное Критское восстание 1841 года ограничилось юго-западным регионом Сфакия и было подавлено. Это восстание первоначально было встречено положительно британской дипломатией, полагавшей, что ей удастся создать на Крите британский протекторат. Убедившись в том, что критяне не желают ничего другого, как воссоединения с Грецией, англичане стали поощрять турок в подавлении восстания.
Крит вновь восстал в 1866—1869 годах, требуя энозис (соединение) с Грецией. После трёх лет кровавой войны и кризиса в отношениях Греческого королевства и Османской империи восстание было свёрнуто в результате вмешательства «Держав» и Парижской конференции 28 декабря/ 9 января 1869 года.
Критяне вновь взялись за оружие в 1878 году во время русско-турецкой войны. Но Сан-Стефанский мир не предусматривал перемен в статусе Крита, а последовавший Берлинский конгресс решил, что остров будет по-прежнему оставаться османской территорией.

## Династические и политические отношения перед восстанием
Германский император Вильгельм II выдал свою сестру Софию замуж за греческого принца Константина (будущий король Греции Константин I) и торопился поставить его на греческий трон как германофила, вместо греческого короля Георга I. Анти-эллинизм кайзера отчасти объяснялся германской политикой на юго-востоке, ставившей целью не только незыблемость Османской империи, но и её усиление в интересах Германской империи. Критское восстание послужило прекрасным поводом для кайзера, чтобы продемонстрировать султану своё туркофильство. В дополнение к этому кайзер питал личную ненависть к своему родственнику, греческому королю. В свою очередь Георг, происходивший из датской династии Глюксбургов и помнивший, что Германия в 1862 году отняла у королевства его родителей две провинции, отвечал ему теми же чувствами. С началом кризиса на Крите кайзер заявлял: 

«Этот маленький король постоянно обращён к своему племяннику, русскому царю. К своему зятю, принцу Уэльскому. К императору Австрии и к республиканской Франции. На меня, брата его невестки, самого могущественного из монархов, он даже не смотрит! Кто он такой, в конце концов»

(Георг был женат на российской великой княжне Ольге. Эдуард VII был женат на сестре Георга Александре.)
Если английский премьер Роберт Солсбери был против воссоединения Крита с Грецией, то королева Виктория хотела помочь Греции, поддерживаемая в этом своим сыном Эдуардом, невесткой Александрой и своей дочерью, бывшей германской императрицей Августой матерью греческой принцессы, а в будущем королевы Софии. Виктория просила передать кайзеру через посла в Берлине, что она удивлена и пришла в ужас от грубого языка, который он применяет по отношению к стране, где живёт его сестра.

## Банкротство Греции
Возрождённое греческое государство обросло долгами уже с самого начала Освободительной войны и продолжало быть должником иностранного капитала на протяжении целого века. Премьер-министр Харилаос Трикупис был великим реформатором и государственным деятелем, много сделавшим для развития инфраструктуры страны и флота. Но в народе он более всего известен своей исторической фразой «к сожалению, мы обанкротились» (1893 год).
Кроме «личной ненависти» кайзера к греческому монарху, более существенной была позиция германских капиталистов, держателей греческих облигаций, потерявших при этом банкротстве значительные суммы. Самым влиятельным из них был личный банкир Вильгельма Герсон фон Бляйхрёдер. Г. Русос пишет, что те, кто приобрели греческие облигации до 1897 года и продали их после критского восстания, последовавшей войны и установления международного контроля над Грецией, сколотили огромные состояния. Среди них были не только немецкие банкиры и кайзер, но и греческие банкиры и члены греческой королевской семьи.

## Накануне восстания
После реформ и уступок, полученных у осман («Соглашение Халепы» 1878 года), православное греческое население острова разделилось на 2 партии: консерваторов («котелки») и либералов («босоногие»). Либералы получили в 1888 году большинство мест в Критском собрании. Это послужило началом конфронтации между партиями. Турки прислали на остров войска под командованием Сахир-паши для наведения порядка и ограничения прав, предоставленных «Соглашением». В ответ на нарушение «Соглашения» критяне готовились к восстанию. Но премьер-министр Греции Трикупис советовал им проявить умеренность, ссылаясь на международную обстановку. В августе 1889 года критяне обратились к европейским консулам о соблюдении «Соглашения». Трикупис ограничился обращением к «Державам» с требованием отозвать турецкие войска. В декабре турки полностью упразднили политические свободы критян. Британия и Россия выразили сдержанный протест, в то время как другие «Державы» не отреагировали. Новый греческий премьер Делияннис (с октября 1890 года) продолжил умеренную политику Трикуписа в Критском вопросе. В мае 1895 года турки назначили правителем острова османского дипломата, грека Александра Каратеодори, отца будущего математика Константина Каратеодори. Это вызвало протесты местных мусульман, и Каратеодори подал в отставку.
В сентябре христиане создали «Критский комитет», который возглавил Манусос Кундурос, поставивший своей целью возвращение упразднённых привилегий.
В декабре турки назначили правителем Турхан-пашу, после чего «комитет» был преобразован в «революционное собрание». Тем временем «комитет» стал получать поддержку тайной греческой организации «Этники Этерия», готовившей также восстания в Македонии и Эпире.
В деятельности «Этерии», созданной в 1894 году и остававшейся тайной организацией до 1896 года, греческими историками не получен до конца ответ на тот факт, что к завершению её существования руководителем организации стал ярый германофил, а другой член руководства имел тайные связи с германским генеральным штабом.

## Восстание
В ответ на преследования «комитет» начал действовать. 6 (18) мая 1896 года были окружены 1600 турецких солдат в округе Вамос. С большим трудом и потерями туркам удалось спасти гарнизон. В ответ турки приступили к резне греческого населения в Ханье. Греческое правительство бездействовало. После высадки новых турецких войск на остров стали прибывать добровольцы и оружие из Греции, но не от правительства, а от «Этерии». Напротив, правительство пыталось препятствовать «Этерии» в отправке отрядов в Македонию.
В июне 1896 года греческие офицеры, «дезертировавшие из армии», захватили в Пирее пароход «Мина», на котором отправились на Крит.
Австрия выступила с инициативой вновь назначить правителем христианина, созвать Критское собрание и предоставить амнистию. Турки приняли предложение. После этого «Державы» нотой от 24 июня (6 июля) 1896 года потребовали от Афин прекратить отправку добровольцев и оружия на Крит. Критское собрание потребовало автономии, подобной той, что была предоставлена острову Самос (Княжество Самос). Игнорирование турецкими военными решений правителя-христианина привело к возобновлению боёв и резни.

## Вмешательство «Держав»
Предложение Германии о морских операциях против Греции, а также Австрии о «мирной блокаде» Крита было отклонено Британией. 13 (25) августа 1896 года турки предоставили новые предложения реформ, которые не были отклонены греческим правительством и «комитетом». В то же время греческая оппозиция и «Этерия» продолжили свою деятельность, что давало возможность туркам отвечать репрессиями и указывать «Державам», что критяне ведут себя безответственно.
Последовали новые восстания и резня населения.

## Резня
13 января 1897 года началась резня христиан местными мусульманами, при участии турецких солдат, в Ираклионе и Ретимноне. 18 января эта «методическая резня» распространилась на Ханью. 23 января, завершая резню, мусульмане полностью сожгли христианские кварталы города. Все европейские консулы были вынуждены перебраться на военные корабли.

## Отправка греческих кораблей
Под народным давлением премьер Делияннис послал к Криту группу греческих военных кораблей под командованием Аристида Райнека. Согласно некоторым историкам, не премьер, а король Георг, при британском поощрении, принял это решение. Этот шаг привёл к тому, что повстанцы водрузили греческий флаг в пригороде Ханьи, Халепе, и провозгласили воссоединение с Грецией 25 января 1897 года.
Провозглашение «энозиса» вызвало протест посольств «Держав». Заверения греческого премьера о мирной роли греческих кораблей были соблюдены. Только капитан К. Зотос, командир лёгкого крейсера «Адмирал Миаулис», решился остановить двумя залпами турецкий войсковой транспорт, перебрасывавший башибузуков из Ираклиона в Сития. После этого он получил официальное предупреждение от капитана английского броненосца «Трафальгар», что тот «не желает повторения подобного, поскольку отношения между Грецией и Турцией не прерваны, и что иначе он будет вынужден предпринять неприятные действия». Зотос ответил, что исполняет приказы своего правительства, препятствуя перевозке «мясников», виновных в резне единоверных христиан.

## Дипломатическая изоляция
В британском парламенте лорд Керзон заявлял, что поведение турецкой армии на Крите «отличное» и что атакующие — скорее всего христиане, опровергая зверства турок. Только Уильям Гладстон выступил в защиту Греции. Но фракция премьер-министра Солсбери провела свою линию в английской прессе, которую поддержала в свою очередь и французская пресса. Более агрессивной была немецкая пресса, за которой стояли кайзер и банковский капитал, понёсший убытки от греческого банкротства и жаждущий греческого поражения для установления международного экономического контроля над Грецией. Более полно дипломатическая обстановка была выражена в прессе австрийским двором: «если все „Державы“ сотрудничают с целью сохранения турецкой неприкосновенности, Критское восстание останется по необходимости без результатов».

## Отправка греческого корпуса
1 (13) февраля 1897 года на остров был послан наспех сколоченный корпус греческой армии во главе с полковником Вассосом, адъютантом греческого короля, чтобы занять остров от его имени. Корпус насчитывал 1500 бойцов и 1 единственную артиллерийскую батарею. По прибытии Вассоса и его корпуса на Крит, остров был уже под покровительством «Великих держав», которые высадили здесь свои войска. Корпус Вассоса высадился 24 км западнее города Ханья, в заливе Колимбари, где его с радостными криками встречали около 5 тысяч критян. На следующий же день Вассос предпринял наступательные действия, заняв монастырь Гонья севернее залива. Из монастыря Вассос обнародовал свою прокламацию «от имени Короля эллинов» к критянам, провозглашая, что Крит освобождён греческой армией.
К маю 1897 года в Критских водах уже находилось значительное число военных кораблей европейских держав — 20 британских, 19 итальянских, 13 австро-венгерских, 11 российских, 10 французских и 1 германский (затем количество и состав кораблей неоднократно изменялись).
При продвижении Вассоса к Ханье перед ним предстал итальянский офицер, как представитель 5 европейских адмиралов, и объявил ему, что город находится под защитой «держав». Вассосу было запрещено наступление на Ханью. Международная оккупация города практически прерывала вмешательство Греции на Крите, и «Критский вопрос был отброшен этой акцией в тупиковый лабиринт дипломатии». Вассосу было запрещено вести военные действия в радиусе 6 км от города, а греческим кораблям было запрещено препятствовать высадке турецких войск.
3 (15) февраля 1897 года «Державы» высадили десанты с кораблей и призвали Грецию отозвать свои войска. Греция отказалась. Это вызвало гнев кайзера, призвавшего к блокаде греческих портов, что привело бы к возведению на трон принца Константина. Германское предложение было отклонено Британией. Было принято предложение Франции, поддержанное Россией, согласно которому Крит получал автономный статус, оставаясь частью Османской империи. Предложение было принято турками. Греция была готова отозвать свои корабли, но хотела оставить корпус на острове для соблюдения порядка. Греция также потребовала проведение референдума. Трения между Державами были разрешены, они пришли к соглашению.
У Вассоса были «связаны руки», но он не оставался в бездействии. 6 февраля его корпус, при поддержке 8 тысяч критских повстанцев, взял крепость Вуколиа на дороге к Ханье. Согласно французскому писателю Анри Тюро, повстанцы взяли в плен 600 мусульман.
На следующий день, 7 февраля, корпус Вассоса сразился с 4 тысячами турок при Ливадиа и одержал «славную победу». Турки потеряли 500 человек убитыми и 107 пленными. Остальные разбежались, преследуемые до стен Ханьи, где нашли защиту у европейских войск. При этом греческие историки характеризуют победу «Пирровой», но не по причине греческих потерь. Победа Вассоса и лёгкость, с которой она была одержана, оказала поддержку в самой Греции политическому крылу, выразителем которого была «Этерия», требующему объявления войны Османской империи. «Если один-единственный корпус одерживает столь лёгкие победы, то что произойдёт, когда в бой вступит вся армия?». Греция шла к «странной войне, которая являлась игрой королевского двора с западноевропейскими финансовыми кругами и стала национальной изменой».

## Акротири
«Самое потрясающее событие» происшедшее на Крите явилось следствием политики «Держав» в Критском вопросе. В то время как «армия оккупации» Вассоса удерживала только горные районы, адмиралы европейских флотов объявили ему, что «если не будут прекращены военные действия против турок …они будут обстреливать греческий лагерь».
Вассос, следуя инструкциям правительства, ответил, что «он не будет атаковать турецкие крепости, находящиеся под защитой Держав».
Ответ Вассоса не удовлетворил адмиралов, которые усилили блокаду острова, высадили патрули, запрещая любую связь с греческим лагерем, и, «чтобы подвергнуть унижению греческую идею», потребовали, чтобы шлюпки греческих кораблей при выходе из Ханьи несли белый, а не греческий флаг. Капитан Райнек пошёл на уступки и в этот раз.
9/12 февраля 800 повстанцев, не находившихся под прямым командованием Вассоса и разбивших лагерь на полуострове Акротири, возле Ханьи, подверглись обстрелу турецкой артиллерии и султанских кораблей из бухты Суда. Повстанцы, среди которых был и будущий премьер-министр Греции Э. Венизелос, не имея артиллерии и неся потери, предприняли атаку. Опрокинув позиции турецкого авангарда, повстанцы преследовали турок до города, войдя немного в нейтральную зону. Немедленно начался обстрел повстанцев с европейских кораблей. Одновременно повстанцев продолжали обстреливать также турецкая артиллерия и корабли.
С европейских кораблей было выпущено более 100 снарядов. В обстреле приняли участие германский, российский, австрийский и 3 английских корабля. Французская и итальянская общественность с радостью отметила, что их корабли не принимали участие в обстреле повстанцев, но в действительности это было связано с расположением кораблей.
Греческие корабли, следуя правительственным приказам, оставались в бездействии, находясь на якорной стоянке недалеко от кораблей «Держав».
При обстреле флагшток с греческим флагом на вершине «Святого Ильи» был завален. Командир повстанцев М. Калоризикос дал приказ вновь вновь поднять флаг. Приказ исполнил повстанец С. Кайалес. Прицельным огнём флаг был снова завален, и Кайалес в очередной раз поднял его.
Критический момент настал, когда снаряд с российского броненосца «Александр II» с «дьявольской точностью» разбил флагшток в щепки. Тогда Кайалес поднял флаг и стал флагштоком, встав вызывающе перед продолжающими обстрел кораблями и перед биноклями адмиралов. Это вызвало восхищение у экипажей кораблей «Держав». Командующий европейской эскадры, итальянский адмирал Ф. Н. Каневаро приказал прекратить огонь. В последовавших рапортах своим правительствам адмиралы не скрывали свои симпатии к повстанцам.
Каневаро позже заявлял в Риме: «я также присоединился к возгласам восхищения к тем героям, которых, к сожалению, был обязан обстреливать».
Повстанцы написали адмиралам письмо: «революционеры приняли твёрдое решение сохранить свои позиции и принести себя в жертву снарядам европейских и турецкого флотов, нежели допустить мусульманским ордам войти снова на свободную критскую территорию, чтобы повторить в тысячный раз сцены резни и разрушений, которым подвергались на протяжении 3-х веков».
Обращаясь к народам Европы, напоминая, что «турки и бенгазийцы (ливийцы) малодушно скрываются под защитой европейских адмиралов», повстанцы писали: «критяне не просят никакой помощи, никакой защиты у Европы. Пусть только оставят нас свободными свести счета с турками, с бесчеловечными своими завоевателями».
Итальянская пресса, радуясь, что итальянские корабли не приняли участие в обстреле, выражали «отвращение к политике Германии и России, которые решили стать жандармами на Крите». Французские газеты писали, что «Франция потеряла своё достоинство на Крите». Однако министр иностранных дел Франции Г. Аното заявлял что «если народ (греческий) имеет много симпатий в Европе, это не означает, что он имеет право нарушать всеобщий мир и свои международные обязательства». Немецкие газеты писали, что «Греция нарушила международное право» и что «гордых греческих солдат, продолжающих свою игру, державы должны рассматривать как пиратов». Австрийские газеты: «если их ослепление продолжается… то вчерашний обстрел является бесспорным доказательством согласия среди держав».
Растерянность и бездействие при этом командующего эскадры греческих кораблей Райнека, также как и безотказное исполнение им всех приказов адмиралов «Держав», стали причиной народного возмущения и отзыва Райнека во избежание политического взрыва.

## Ультиматум
Греческое правительство не отзывало корпус Вассоса, но и не присылало подкреплений. Адмиралы «Держав» призвали критских повстанцев сложить оружие. Те ответили: «Мы презираем вас и ваши орудия» и продолжали военные операции. 22 февраля повстанцы осадили город Иерапетра. Вмешался на этот раз итальянский броненосец, выпустив 40 снарядов и вынудив повстанцев отойти.
Позиция европейских монархий была выражена в частности послом Российской империи в Париже: «Крит ни в коем случае не может соединиться с Грецией в сегодняшних обстоятельствах» и была повторена слово в слово в ультиматуме европейских держав греческому правительству 2 марта 1897 года: «Крит ни в коем случае не может соединиться с Грецией в сегодняшних обстоятельствах».
6 (18) марта 1897 года была объявлена морская блокада Крита. 11 (23) марта 1897 года «Державы» высадили на остров 3000 моряков. Англичане заняли Ираклион, русские Ретимнон, французы Ситию, итальянцы Ханью, немцы Суду и австрийцы Киссамос.
Греческие корабли были отозваны. Корпус Вассоса оставался на острове, но был обречён на бездействие. Ещё одно Критское восстание завершалось, не добившись воссоединения с Грецией. Энозис придёт через 16 лет. На острове было введено временное управление «совета адмиралов» четырёх держав, остров был поделен на зоны оккупации.
«Державы» подбирали нового правителя. Россия предложила принца Георга, второго сына греческого короля, но турки настаивали, что правителем должен быть турецкий подданный. Кайзер противился решению Критского вопроса, но принял предложения других «Держав». «Кайзера интересовал не Крит, а разрушение Греции».

## Странная война 1897 года
Османская империя готовилась к войне. С другой стороны «Этерия» начала отправлять в Македонию 34 отряда иррегулярных бойцов, среди которых были и итальянские добровольцы.
Это обеспокоило Россию. Английский историк Д. Дейкин пишет, что если Россия не была враждебна к греческим претензиям на Крит, то греческие претензии на севере препятствовали её планам эпохи панславизма. Россия предложила блокаду самого северного тогда греческого порта Волос. Предложение было отклонено Британией. Участники последовавшей войны в Фессалии и Эпире, в особенности итальянские добровольцы, утверждали, что отход греческой армии был запланирован до начала войны. Чиприани, Амилкаре писал о «предрешённом, запрограммированном отходе». Другой итальянский доброволец обращался к грекам «popolo tradito» (преданный народ). И турецкий генштаб в своём докладе «признаёт мужество греческих войск», но в заключении пишет, что «греки не проявляли намерение воевать действительно» (de ne pas combattre sérieusement) и именует эту войну «симуляцией войны» (simulacre de guerre). В последней строчке этого доклада: «Следуя из этого, мы считаем, что Высшее греческое военное командование имело приказ оставлять шаг за шагом территорию, не ставя под угрозу жизни своих солдат».
Эта странная война была остановлена после вмешательства российского императора Николая II 5 (17) мая 1897 года. Прекращение войны означало и прекращение Критского восстания.

## После войны
Новое греческое правительство в апреле 1897 года отозвало корпус Вассоса с острова. Греция практически не теряла территорий, но была обязана выплатить Османской империи компенсацию. По предложению России и при поддержке Великобритании принц Георг стал правителем острова.
К осени 1898 года состав миротворческих международных сил на острове достиг 7 тыс. человек. Турецкие войска на острове имели 10 тыс. человек. Россию на Крите представлял Отдельный отряд судов Средиземного моря под командованием контр-адмирала Н. И. Скрыдлова (входившего в «совет адмиралов»), и Экспедиционный отряд русских императорских войск, который был дислоцирован в основном в Ретимно и окрестных провинциях. Первым начальником российского экспедиционного отряда на Крите был полковник Ф. А. Шостак. Он заслужил уважение критян «за его полезную для ретимнского округа деятельность»: восстановление сношений между мусульманами и христианами, благоустройство города, благотворительность. Именем Шостака была названа набережная в Ретимно, а в Канее одна из улиц получила и носит до сих пор имя Скрыдлова.
Турки не спешили с выводом войск с Крита. Это привело к новым волнениям. В конце августа — начале сентября 1898 года в британском секторе в Кандии начались беспорядки, которые привели к резне христиан. В этих беспорядках погибло 600 мирных жителей и 14 британских военных. Британцы сурово наказали виновных: из 164 арестованных и осуждённых мусульман 17 были казнены. Британия, Франция, Россия и Италия потребовали эвакуировать турецкие войска в течение 15 дней. При этом они гарантировали права османского султана на Крите, а также мусульманского населения Крита. Великие державы увеличили число своих войск на Крите, а также усилили военно-морские силы вблизи острова. Турки, рассчитывая на поддержку Германии, медлили, но 28 октября (9 ноября) адмиралы 4-х держав предъявили туркам ультиматум. 31 октября (12 ноября) турецкие войска оставили остров.
18/30 ноября 1898 года четыре державы объявили Османской империи, что принц Георг избран правителем Крита. Принц Георг прибыл на Крит в декабре 1898 года на российском броненосце «Император Николай I» в сопровождении военных кораблей других держав-покровительниц. Вскоре были проведены выборы в местные органы власти, принята конституция Крита.
Крит стал автономной провинцией, где единственным символом, напоминающим о султане, был его флаг. Согласно Дейкину, Крит практически был обещан Греции, которая, несмотря на исход войны 1897 года, оказалась в выигрыше. Он же считает, что Греция обязана этому Великобритании и России, которые, несмотря на свой антагонизм, ещё раз объединили свои силы против Германии в юго-восточной Европе.

Perris Land в своей работе «Восточный кризис в 1897 году» рассматривает события следующим образом: 

«…война 1897 года была лже-войной, виртуальной дипломатической войной, во-первых, для установления международного экономического контроля над Грецией, на который не мог согласиться ни король, ни правительство, ни парламент, поскольку это являлось ограничением независимости государства… Что следовало сделать? Деятели капитала были тогда всемогущими … была выдумана эта война, как средство утверждения контроля… Во-вторых, была позолочена пилюля назначением греческого принца Георга в качестве правителя Крита, продвигая таким образом Критский вопрос… То, что эта лже-война была спланирована заранее, очевидно из того факта, что военные приготовления Турции начались задолго до отправки Вассоса на Крит».
Критское собрание, созванное после выборов 24 января (5 февраля) 1899 года, провозгласило «Конституцию Критского государства».